# いたずらモグラ
『いたずらモグラ』（原題：Garden Gopher　公開：1950年9月30日）は、アメリカ合衆国の映画会社メトロ・ゴールドウィン・メイヤー (MGM) に所属していたアニメーターのテックス・アヴェリーによる作品のひとつ。

## スタッフ
- 監督：テックス・アヴェリー
- 制作総括：フレッド・クインビー
- アニメーション制作：ウォルター・クリントン　マイケル・ラー　グラント・シモンズ
- 脚本：リッチ・ホーガン
- 音楽：スコット・ブラッドリー

## 内容
ある日、ブルドッグのスパイクが庭に骨を埋めようとするが、いくら埋めても浮き上がってくる。理由はモグラの家があったためで、彼としては家の中に骨が入ってくるので傍迷惑で、その報復としてスパイクを挑発し庭の菜園などを荒らし始める。これに憤慨したスパイクが反撃し、いつものとおりドタバタ劇が繰り広げられるがいいところなくやられてしまう。

## 登場するキャラクター
モグラ
声 - 小宮山清（TBS版）
スパイクに家を荒らされたため、彼を挑発して庭を荒らしまくる。スパイクより一枚上手で彼を完膚なきままにやっつける。ただし、色仕掛けには弱い。そのタイトル名の通りいたずら好きでおちゃめな性格。野菜を盗み食いした時、野菜を飲み込んだ音とげっぷの音がかわいい。辛い唐辛子も平気で平らげる。また、茄子(Eggplant)をスパイクにぶつけると、中から卵(Egg)の身が出て来ている。最後は大群が現れ、女装したスパイクを一斉に追いかけた。
なお、日本語版タイトルではモグラ（英語では"Mole"）と扱われているが、タイトルの"Gopher"は北米固有種で日本に生息しない「ホリネズミ」の事である。
スパイク
庭に住むモグラに馬鹿にされたことに憤慨し、彼をやっつけようとドタバタ劇を繰り広げるがいつもの調子でやられてしまう。最後には女装してモグラをおびき寄せようとするが、無数に潜んでいたモグラ達に殺到される羽目に。